# Артёмка (памятник)
Памятник «Артемка» — скульптурная композиция в Таганроге, созданная скульптором Давидом Бегаловым в честь литературного героя писателя И. Д. Василенко.

## Скульптурная композиция
Бронзовая фигурка босоногого мальчишки в картузе установлена на постаменте в виде необработанного гранитного валуна. В правой руке Артёмка сжимает маленькую шкатулку, описанную в дебютном рассказе Ивана Василенко «Волшебная шкатулка» (1937).

## История создания
Памятник литературному герою Ивана Василенко Артёмке был открыт в Таганроге в мае 2010 года перед Домом-музеем писателя по адресу ул. Чехова, 88. Открытие было приурочено к 115-летию со дня рождения писателя. Воспитанниками Детской школы искусств и Детской художественной школы имени Блонской была подготовлена выставка рисунков по произведениям писателя, и лучшим художникам была доверена честь открыть памятник.
В ночь на 13 сентября 2010 года неизвестными вандалами памятник вместе с постаментом был перевернут и у него оказалась отбитой голова. Голова была брошена рядом с перевёрнутым памятником. В ночь на 27 августа 2012 года фигурка Артёмки была сорвана с постамента. Неизвестные пытались утащить памятник. Полицией памятник был обнаружен в отдалении от места установки.